# Alkärr

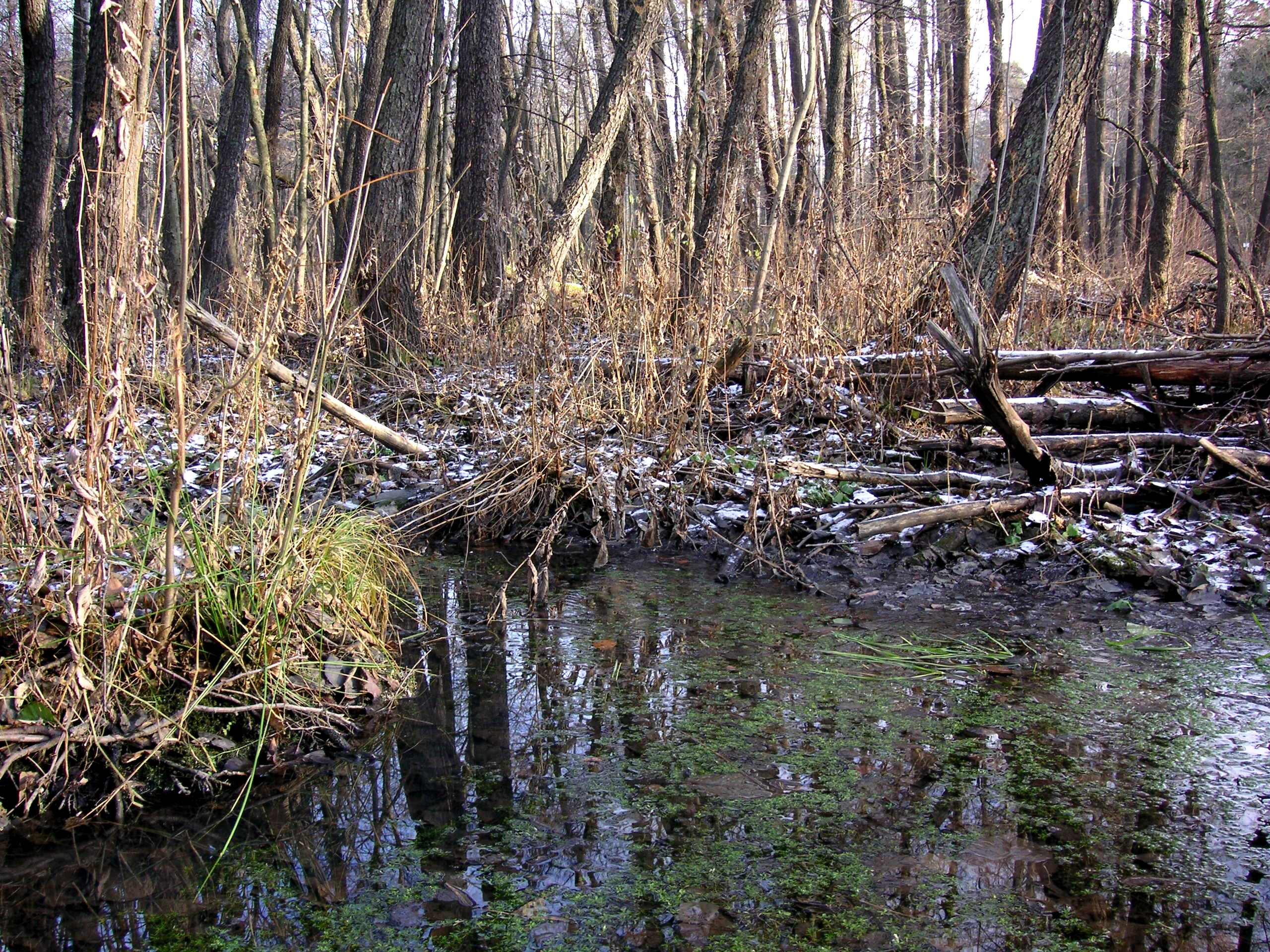
Alkärr i Uggleviken på Norra Djurgården.

Alkärr är en typ av ängsskog på mycket fuktig mark, som tidvis står under vatten, särskilt under snösmältningen och i samband med kraftigare regnperioder. Träden, främst klibbal, bildar, genom regelbunden avverkning, stora upphöjda socklar, där många skuggtåliga växter som behöver en torrare miljö trivs, medan partierna mellan socklarna rymmer en rik flora av kärrväxter.
Alkärren utgör en starkt hotad vegetationstyp; många har förvandlats till åkermark, andra torkat ut genom utdikning. Eftersom alkärr som skyddas ofta lämnats till fri utveckling förstörs de med tiden, genom att det skottskogsbruk som skapat ekotopen upphört.